# هاروؤو سوتوزاكي
هاروؤو سوتوزاكي (外崎春雄 سوتوزاكي هاروؤو) هو مخرج أنمي ياباني.

## أعماله في مجال الإخراج

### مسلسلات أنمي تلفزيونية
- جنون النينجا
- تيلز أوف زيستيريا ذا كروس
- سيف قاتل الشياطين
- سيف قاتل الشياطين: قطار اللانهاية
- سيف قاتل الشياطين: القطاع الترفيهي

### أوفا أنمي
- تيلز أوف سيمفونيا ذي أنيميشن: سيلفارانت
- تيلز أوف سيمفونيا ذي أنيميشن: تيثيالا
- تيلز أوف سيمفونيا ذي أنيميشن: اتحاد العوالم

### أفلام أنمي
- قاتل الشياطين الفيلم: قطار اللانهاية

## أعماله خارج مجال الإخراج
- المقاتل المتنقل جي جاندام (تحريك الرسوم)
- شين هوكوتو نو كين (تصميم الشخصيات، إخراج الرسوم المتحركة الرئيسي)

## أعماله في ألعاب الفيديو
- تيلز أوف إكسيليا (إخراج مشاهد الرسوم المتحركة)
- تيلز أوف إكسيليا 2 (إخراج مشاهد الرسوم المتحركة)
- تيلز أوف زيستيريا (إخراج مشاهد الرسوم المتحركة)
- تيلز أوف بيرسيريا (إخراج مشاهد الرسوم المتحركة)

## وصلات خارجية
- صفحة IMDb